# 1030 Vitja
1030 Vitja är en asteroid i huvudbältet som upptäcktes den 25 maj 1924 av den ryske astronomen Vladimir Aleksandrovich Albitskij vid Simeizobservatoriet på Krim. Dess preliminära beteckning var 1924 RQ. Asteroiden namngavs senare efter Viktor (Vitja) Viktorovich Zaslavsky, en rysk krigshjälte som stupade 1944, som upptäckaren var släkting med.
Vitjas senaste periheliepassage skedde den 13 februari 2023. Dess rotationstid har beräknats till 5,7014 timmar.